# Ronde van België 2022
De 91e editie van de Ronde van België vond in 2022 plaats van 15 juni tot en met 19 juni. De start was in Merelbeke, de finish in Beringen. De ronde maakte deel uit van de UCI Pro Series 2022. De Zwitser Mauro Schmid werd als eindwinnaar de opvolger van Remco Evenepoel.

## Deelnemende ploegen
| WorldTour                              | ProContinentaal           | Continentaal                            |
| -------------------------------------- | ------------------------- | --------------------------------------- |
| BORA-Hansgrohe                         | Alpecin-Fenix             | Baloise - Trek Lions                    |
| Intermarché - Wanty - Gobert Matériaux | Bingoal Pauwels Sauces WB | Geofco-Doltcini Materiel Velo.com       |
| Lotto Soudal                           | Sport Vlaanderen-Baloise  | Minerva Cycling Team                    |
| Quick Step-Alpha Vinyl                 | Arkéa-Samsic              | Pauwels Sauzen - Bingoal                |
| Israel-Premier Tech                    | B&B Hotels - KTM          | Tarteletto - Isorex                     |
| Team DSM                               | Cofidis                   | BEAT Cycling                            |
| Trek-Segafredo                         | Uno-X Pro Cycling Team    | VolkerWessels Cycling Team              |
|                                        |                           | Bolton Equities Black Spoke Pro Cycling |

## Etappe-overzicht
| etappe | datum   | start                 | finish                | type                | afstand  | winnaar          | klassementsleider |
| ------ | ------- | --------------------- | --------------------- | ------------------- | -------- | ---------------- | ----------------- |
| 1e     | 15 juni | Merelbeke             | Maarkedal             | Heuvelrit           | 165 km   | Mads Pedersen    | Mads Pedersen     |
| 2e     | 16 juni | Beveren               | Knokke-Heist          | Vlakke rit          | 175,6 km | Jasper Philipsen | Mads Pedersen     |
| 3e     | 17 juni | Scherpenheuvel-Zichem | Scherpenheuvel-Zichem | Individuele tijdrit | 11,8 km  | Yves Lampaert    | Mads Pedersen     |
| 4e     | 18 juni | Durbuy                | Durbuy                | Heuvelrit           | 172,3 km | Quinten Hermans  | Mauro Schmid      |
| 5e     | 19 juni | Gingelom              | Beringen              | Vlakke rit          | 179,9 km | Fabio Jakobsen   | Mauro Schmid      |

## Klassementenverloop
| Etappe           | Winnaar          | Algemeen klassement | Puntenklassement | Strijdlustklassement      |
| ---------------- | ---------------- | ------------------- | ---------------- | ------------------------- |
| 1                | Mads Pedersen    | Mads Pedersen       | Mads Pedersen    | Mark Donovan              |
| 2                | Jasper Philipsen | Mads Pedersen       | Mads Pedersen    | Daan van Sintmaartensdijk |
| 3                | Yves Lampaert    | Mads Pedersen       | Mads Pedersen    | Daan van Sintmaartensdijk |
| 4                | Quinten Hermans  | Mauro Schmid        | Mads Pedersen    | Dries De Bondt            |
| 5                | Fabio Jakobsen   | Mauro Schmid        | Mads Pedersen    | Dries De Bondt            |
| Eindklassementen | Eindklassementen | Mauro Schmid        | Mads Pedersen    | Dries De Bondt            |

Mannen:
1908 · 1909 · 1910 · 1911 · 1912 · 1913 · 1914 · 1915-1918 · 1920 · 1921 · 1922 · 1923 · 1924 · 1925 · 1926 · 1927 · 1928 · 1929 · 1930 · 1931 · 1932 · 1933 · 1934 · 1935 · 1936 · 1937 · 1938 · 1939 · 1940-1944 · 1945 · 1946 · 1947 · 1948 · 1949 · 1950 · 1951 · 1952 · 1953 · 1954 · 1955 · 1956 · 1957 · 1958 · 1959 · 1960 · 1961 · 1962 · 1963 · 1964 · 1965 · 1966 · 1967 · 1968 · 1969 · 1970 · 1971 · 1972 · 1973 · 1974 · 1975 · 1976 · 1977 · 1978 · 1979 · 1980 · 1981 · 1982-1983 · 1984 · 1985 · 1986 · 1987 · 1988 · 1989 · 1990 · 1991-2001 · 2002 · 2003 · 2004 · 2005 · 2006 · 2007 · 2008 · 2009 · 2010 · 2011 · 2012 · 2013 · 2014 · 2015 · 2016 · 2017 · 2018 · 2019 · 2020 · 2021 · 2022 · 2023 · 2024
Vrouwen:
2012 ·
2013 · 2014 · 2015 · 2016 · 2017 · 2018 · 2019 · 2020 · 2021 · 2022 · 2023